# Saint-Pierre-du-Mont (Calvados)
Saint-Pierre-du-Mont ist eine französische Gemeinde im Département Calvados in der Region Normandie mit 73 Einwohnern (Stand: 1. Januar 2022). Saint-Pierre-du-Mont gehört zum Arrondissement Bayeux und zum Kanton Trévières. 

## Geografie
Saint-Pierre-du-Mont liegt etwa 34 Kilometer westnordwestlich von Bayeux und etwa 46 Kilometer nordnordöstlich von Saint-Lô an der Atlantikküste. Umgeben wird Saint-Pierre-du-Mont von den Nachbargemeinden Englesqueville-la-Percée im Osten, Deux-Jumeaux im Süden und Südosten, La Cambe im Südwesten sowie Cricqueville-en-Bessin im Westen.

## Geschichte
Die Küste östlich von Saint-Pierre-du-Mont gehörte zum westlichen Küstenabschnitt von Omaha Beach. Nach der Landung am 6. Juni 1944 durch die Alliierten fanden hier am nächsten Tag Gefechte statt.

## Bevölkerungsentwicklung
| 1962                      | 1968 | 1975 | 1982 | 1990 | 1999 | 2006 | 2013 |
| ------------------------- | ---- | ---- | ---- | ---- | ---- | ---- | ---- |
| 111                       | 111  | 84   | 78   | 84   | 85   | 78   | 76   |
| Quelle: Cassini und INSEE |      |      |      |      |      |      |      |

## Sehenswürdigkeiten
- Kirche Saint-Pierre aus dem 12./13. Jahrhundert, seit 1953 Monument historique
- Schloss Saint-Pierre-du-Mont aus dem 16. Jahrhundert, seit 1927 Monument historique
- Herrenhaus von Mauny aus dem 16. Jahrhundert

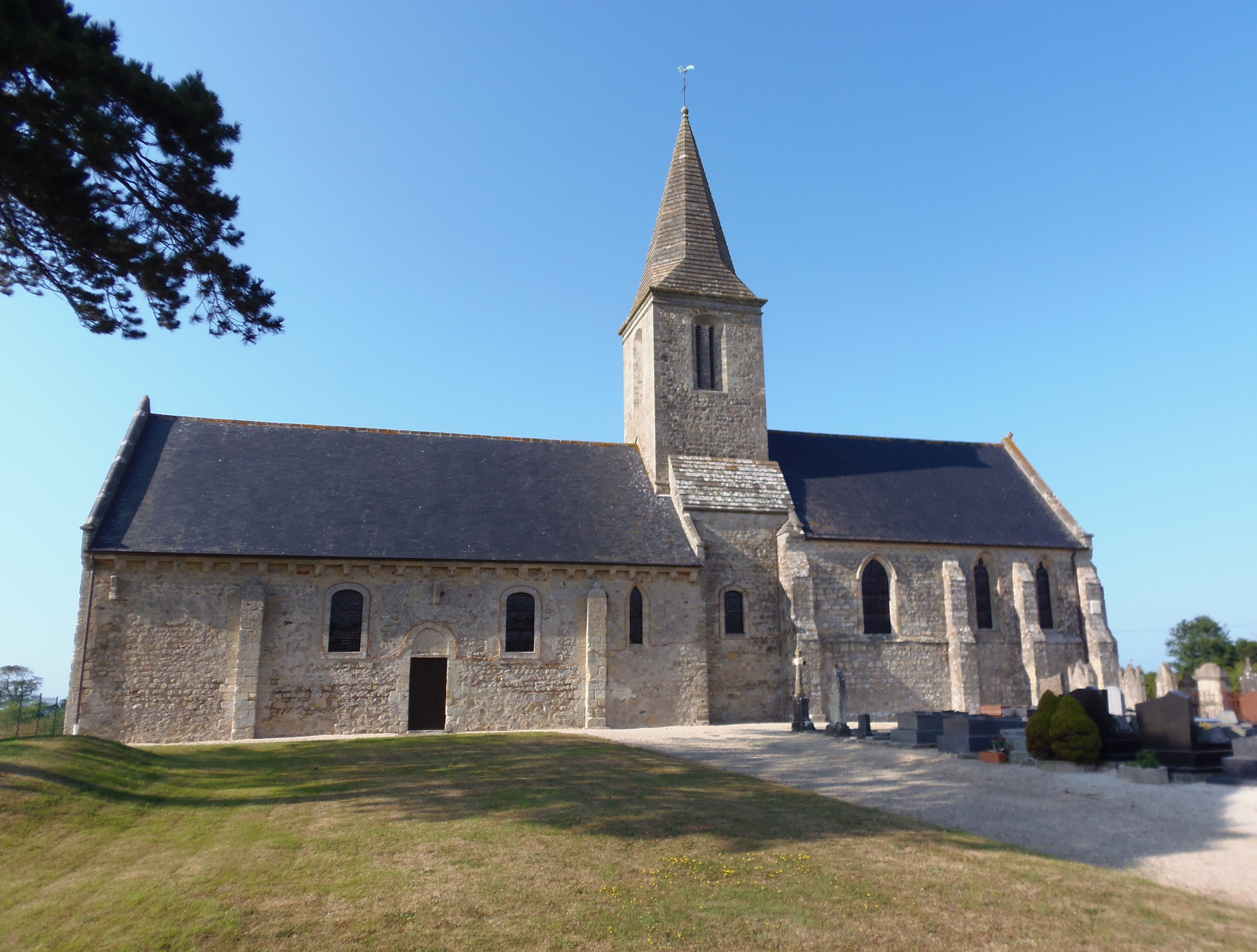
Kirche Saint-Pierre
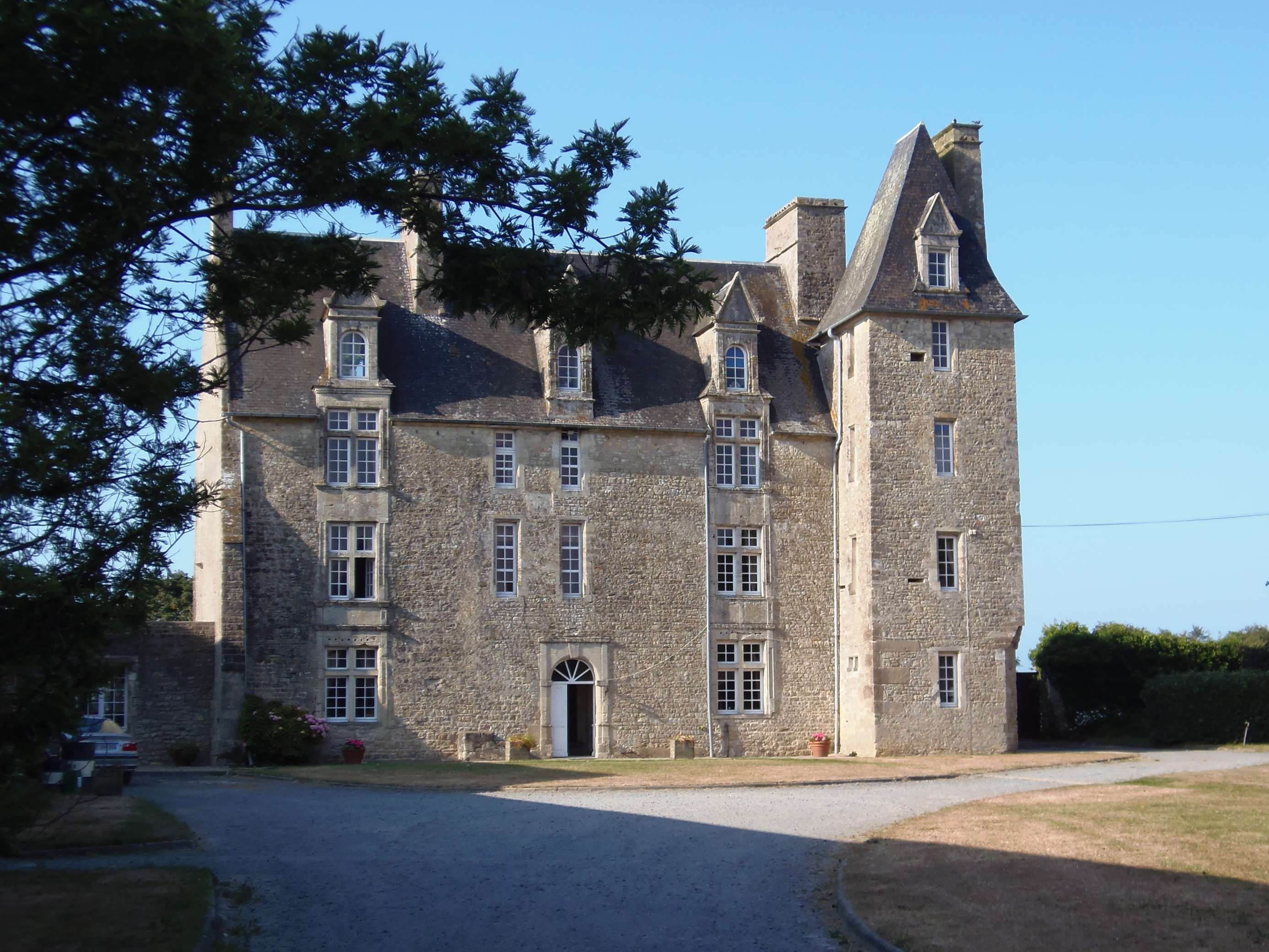
Schloss Saint-Pierre-du-Mont